# NGC 878
NGC 878 è una vasta e lontana galassia a spirale situata nella costellazione della Balena, a una distanza di circa 535 milioni di anni luce dalla nostra Via Lattea.

## Scoperta
La galassia è stata scoperta nel 1886 dall'astronomo statunitense Francis Leavenworth.

## Descrizione
NGC 878 ha una classe di luminosità I.